# Görtschach (Gemeinde St. Veit in Defereggen)
Görtschach ist eine der sechs Fraktionen der Gemeinde St. Veit in Defereggen im Bezirk Lienz (Osttirol). Die Fraktion besteht aus mehreren Weilern und Streusiedlungen und wurde 2001 von 155 Menschen bewohnt.

## Geographie
Die Fraktion Görtschach ist nach der Fraktion Moos die östlichste Fraktion des St. Veiter Gemeindegebiets. Wie auch in den anderen Fraktionen liegen die Ortschaften der Fraktion fast ausschließlich an der nördlich der Schwarzach gelegenen Sonnenseite des Defereggentals. Betritt man das Gemeindegebiet von Osten erreicht man zunächst die an der Defereggentalstraße gelegene Herma-von-Schuschniggkapelle. Folgt man der Straße weiter entlang der Defereggentalstraße erreicht man nach der Überquerung des Frözbachs die Streusiedlung Scheiblraut und danach den Weiler Zotten. Gegenüber von Zotten liegt rechts des Gsaritzer Almbachs die Hofstelle Soga mit der Alten Säge, wobei die beiden Gebäuden die einzigen südlich der Schwarzach darstellen. Nach der Herma-von-Schuschniggkapelle zweigt die Sankt Veiter Straße (L358) zu den übrigen Ortschaften der Fraktion ab. Zunächst findet sich hier die Streusiedlung Unteregg-Kurztal, die aus vier Hofstellen sowie einem weiteren Gebäude besteht. Nordöstlich der Streusiedlung befindet sich zudem der Einzelhof Niege. Folgt man der Sankt Veiter Straße nach Westen liegt oberhalb der Streusiedlung Unteregg-Kurztal der Weiler Außeregg. Überschreitet man in der Folge den Frötzbach, so erreicht man die Rotte Ratschitsch, die teilweise auch schlicht als Görtschach bezeichnet wird. Westlich von Ratschitsch liegt nach Überquerung des Gsaritzerbachs der Weiler Linden in nächster Nähe zum Hauptort St. Veit.